# ويليام مارتن (مهندس المناظر الطبيعية)
ويليام مارتن (بالإنجليزية: William Martin)‏ هو مهندس المناظر الطبيعية أسترالي، ولد في 1953.